# Yuka Miyazaki
Yuka Miyazaki (宮﨑 有香, 13 d'octubre de 1983) és una exfutbolista japonesa.

## Selecció del Japó
Va debutar amb la selecció del Japó el 2001. Va disputar 18 partits amb la selecció del Japó. Ha disputat Copa del Món de 2003.

## Estadístiques
| Selecció del Japó | Selecció del Japó | Selecció del Japó |
| Anys              | Partits           | Gols              |
| ----------------- | ----------------- | ----------------- |
| 2001              | 5                 | 0                 |
| 2002              | 5                 | 1                 |
| 2003              | 6                 | 1                 |
| 2004              | 1                 | 0                 |
| 2005              | 0                 | 0                 |
| 2006              | 0                 | 0                 |
| 2007              | 0                 | 0                 |
| 2008              | 0                 | 0                 |
| 2009              | 1                 | 0                 |
| Total             | 18                | 2                 |